# Spóle
Spóle [pronunciación en polaco: /ˈspulɛ/] es un pueblo ubicado en el distrito administrativo de Gmina Galewice, dentro del condado de Wieruszów, Voivodato de Łódź, en el centro de Polonia. Se encuentra a unos 7 kilómetros al noroeste de Galewice, a 13 kilómetros al noreste de Wieruszów, y a 97 kilómetros al suroeste de la capital regional Łódź.
El pueblo tiene una población de 260 habitantes.